# Дэвис, Ребекка Хардинг
Ребекка Блэйн Хардинг Дэвис (англ. Rebecca Blaine Harding Davis; 24 июня 1831, Вашингтон, США — 29 сентября 1910, Маунт-Киско, США) — американская писательница и журналистка.

## Биография
Ребекка Блэйн Хардинг родилась 24 июня 1831 года в Вашингтоне (Пенсильвания), в семье Ричарда У. Хардинга и Рейчел Уит Уилсон Хардинг. Она была старшим из пятерых детей. В 1836 году семья переехала в Уилинг, который в то время был развитым металлургическим городом.
В детстве Дэвис не имела возможности посещать школу и училась дома под руководством матери и частных учителей. Когда ей было четырнадцать, она уехала в Вашингтон (Пенсильвания), где жила у сестры матери. Там, в 1848 году она окончила Вашингтонскую женскую семинарию. После возвращения в Уилинг она работала в газете «Intelligencer», публикуя статьи, рассказы и стихи.
В 1861 году в журнале «Atlantic Monthly» Дэвис опубликовала повесть «Жизнь на литейных заводах» (Life in the Iron Mills; русский перевод 1958). Повесть, в центре которой судьба рабочего Хью Волфа, считается одним из первых реалистических произведений в американской литературе. Её высоко оценили писатели Луиза Мэй Олкотт и Ральф Уолдо Эмерсон.
Во время поездки в Бостон и Конкорд Дэвис познакомилась с редактором «Athlantic Monthly» Джеймсом Филдсом и писателем Натаниэлем Готорном. В 1862 году вышел первый роман Дэвис «Маргарет Хаус» (Margaret Howth).
В Филадельфии, возвращаясь домой, писательница познакомилась с Лемюэлем Кларком Дэвисом, который стал её поклонником после публикации «Жизни на литейных заводах». 5 марта 1863 года они поженились. В 1864 году у них родился старший сын Ричард Хардинг Дэвис, будущий писатель и журналист. Второй сын Чарльз Белмонт родился в 1866 году, дочь Нора — в 1872 году. Кларк Дэвис занимался юриспруденцией, а затем стал редактором.
После замужества Дэвис написала романы «В ожидании приговора» (Waiting for the Verdict, 1868), «Джон Эндрос» (John Andross, 1874), «Закон в ней самой» (A Law unto Herself, 1878), «Дочери доктора Уоррика» (Dr. Warric’s Daughters, 1890), сборник новелл «Силуэты американской жизни» (Silhouettes of American Life, 1892), редактировала «New York Tribune».
Ребекка Дэвис умерла 29 сентября 1910 года, в возрасте 79 лет.